# Ђуро Баић
Ђуро Баић (Пецка, код Вргинмоста, 15. јун 1921 — Врнограч, 1. март 1942), учесник Народноослободилачке борбе и народни херој Југославије.

## Биографија
Рођен је 15. јуна 1921. године у селу Пецка, код Вргинмоста.
Пошто је априла 1941. године гимназија у Сиску, гдје је учио пети, шести и седми разред, затворена вратио се у село. Ту оснива скојевску организацију. Ђуро ради и на припреми оружаног устанка у свом крају. Учествује и у организовању првих група у Пецкој, Перни, Катиновцу и Црном Потоку. У јулу у свом селу формира партијску организацију и први партизански одред Пецка, најприје са 15, а убрзо са 40 бораца, у којем је први политички комесар. У свом и сусједним селима 27. јула 1941. године, један је од предводника устаника. Од првих дана устанка Ђуро успоставља и одржава везе са банијским партизанским одредима у Шамарици. Ради и на организовању првих органа народне власти — формирању одбора АФЖ-а и СКОЈ-а.
Са својим водом у саставу Трећег батаљона Првог кордунашког партизанског одреда, 1. марта 1942. године, учествовао је у нападу на усташко упориште у Врнограчу. Са својих 14 бораца, ушао је у Врнограч и убио пет усташа и жандара. Излазећи из мјеста, дочекан је ватром усташа и наоружаних цивила. У осмочасовној борби изгубио је шест другова, а када се непријатељ приближио извршио је свој посљедњи јуриш са четири здрава и пет рањених бораца. Сви су изгинули, а Ђуро кад је остао сам, опкољен, убио се бомбом да жив не би пао непријатељу у руке.
Указом председника Федеративне Народне Републике Југославије Јосипа Броза Тита, 24. јула 1953. године, проглашен је за народног хероја.